# Paratapinophis praemaxillaris
Paratapinophis praemaxillaris là một loài rắn trong họ Rắn nước. Loài này được Angel mô tả khoa học đầu tiên năm 1929.